# 福建都指挥使司
福建都指挥使司，明朝十六个都指挥使司之一。
洪武七年（1374年）二月，置福州都卫，治福州府。洪武八年（1375年）十月，改福州都卫为福建都指挥使司。福建都指挥使司属于前军都督府。

## 下辖卫所
福州中卫、福州左卫、福州右卫、兴化卫、泉州卫、漳州卫、福宁卫、镇东卫、平海卫、永甯衛、镇海卫
后来改制：
- 福州中卫、福州左卫、福州右卫、兴化卫、泉州卫、漳州卫、福宁卫、镇东卫、平海卫、永甯衛、镇海卫、大金千户所
- 添设：定海千户所、梅花千户所、万安千户所、莆禧千户所、福全千户所、金门千户所、中左千户所、高浦千户所、浦城千户所、六鳌千户所、铜山千户所、玄钟千户所、崇武千户所、南诏千户所、龙岩千户所